# Odgranicznik prądu stałego
Odgranicznik prądu stałego (ang. d.c. decoupling device) – urządzenie stosowane w systemach ochrony katodowej w celu rozwiązania problemów związanych z uziemieniem urządzeń i obiektów chronionych tym systemem. Odgranicznik włączany w obwód uziemienia uniemożliwia przepływ prądu stałego przy niewielkich wartościach napięć odpowiadających reakcjom elektrochemicznym oraz spadków napięć występujących w układach systemu ochrony katodowej. Zastosowanie odgranicznika zapewnia spełnienie wymagań ochrony odgromowej, przeciwprzepięciowej, przeciwporażeniowej oraz ochrony przed elektrycznością statyczną.
Odgranicznik praktycznie nie przewodzi prądu, dopóki napięcie stałe między jego zaciskami nie przekracza dopuszczalnej, ściśle określonej wartości granicznej (jest to niewielka wartość rzędu 0,6 ÷ 2 V). Po przekroczeniu tej wartości następuje praktycznie zwarcie zacisków odgranicznika. 
Najczęściej stosowane odgraniczniki to:
- Odgraniczniki elektrochemiczne (ogniwa polaryzacyjne Kirka),
- Odgraniczniki elektroniczne (przeciwsobnie połączone diody).